# Taréjos búzafű
A taréjos búzafű (Agropyron cristatum) a perjefélék (Poaceae) családjába tartozó növényfaj.

## Életmódja
Évelő, gyepes növény, amely a löszpuszták illetve az un löszfalnövényzet (Agropyro cristati-Kochietum prostratae Zólyomi 1958) jellemző faja.
Jellemző, a kevésbé bolygatott többé-kevésbé természetes növénytakaróval rendelkező kunhalmokon is ahol állományalkotó (Pld. Nagy-Bőve halom Hódmezővásárhely, illetve Kántor-halom Szentes, Sebek-halom Mindszent). Megtalálható a Csanádi-háton is.

## Megjelenése
A szár kb. 25–60 cm magas, levelei 1,5–5 mm szélesek, begöngyölt szélűek, vagy laposak. A füzér 15–5 cm hosszú, 1–3 cm széles, a füzérkék sűrűn, de egymástól 1 mm-re fésűsen elállók. a pelyva 1-3 erű, a toklász rövid szálkás, kopasz vagy (var. imbricatum M.B.) szőrös.
Kalásza június-júliusban virágzik.

## Képek

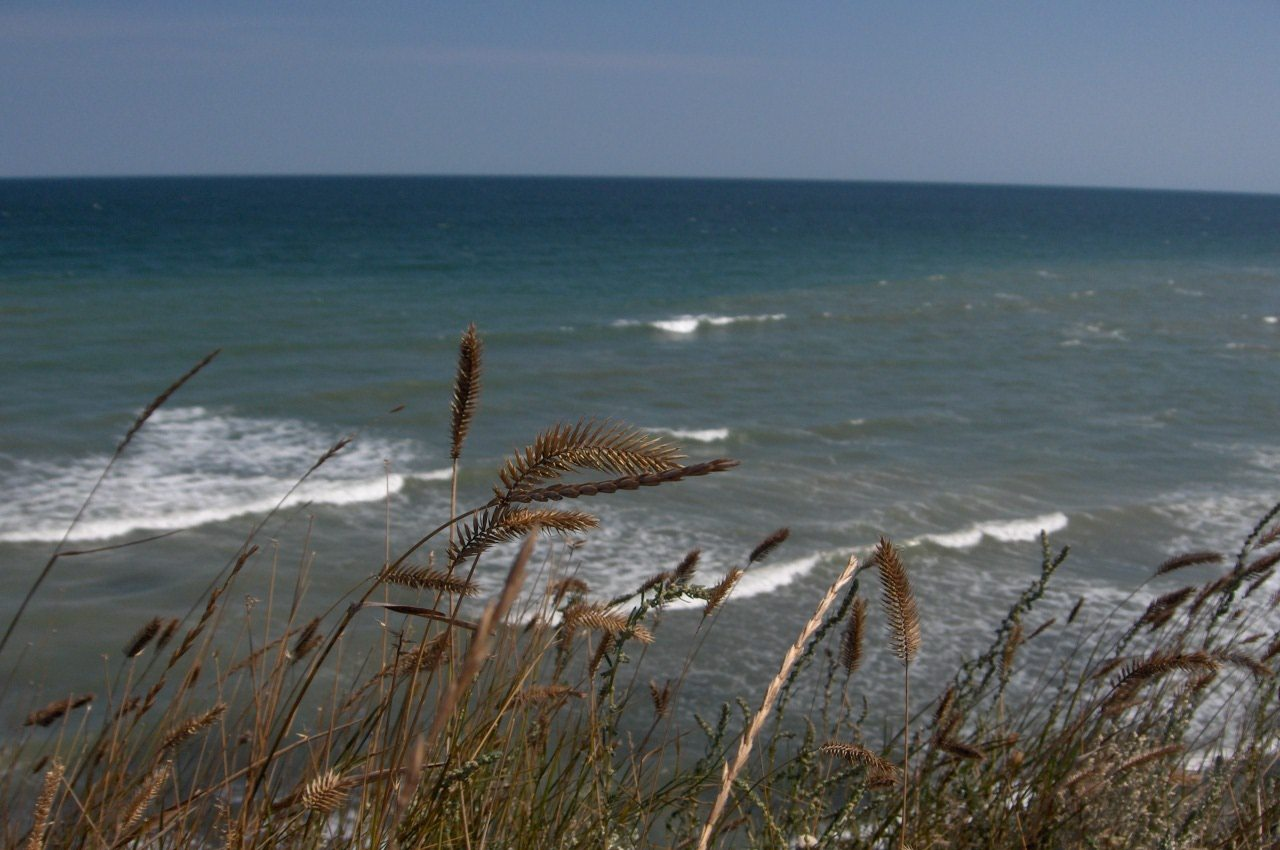
Taréjos búzafű löszfalnövényzetben (Románia)
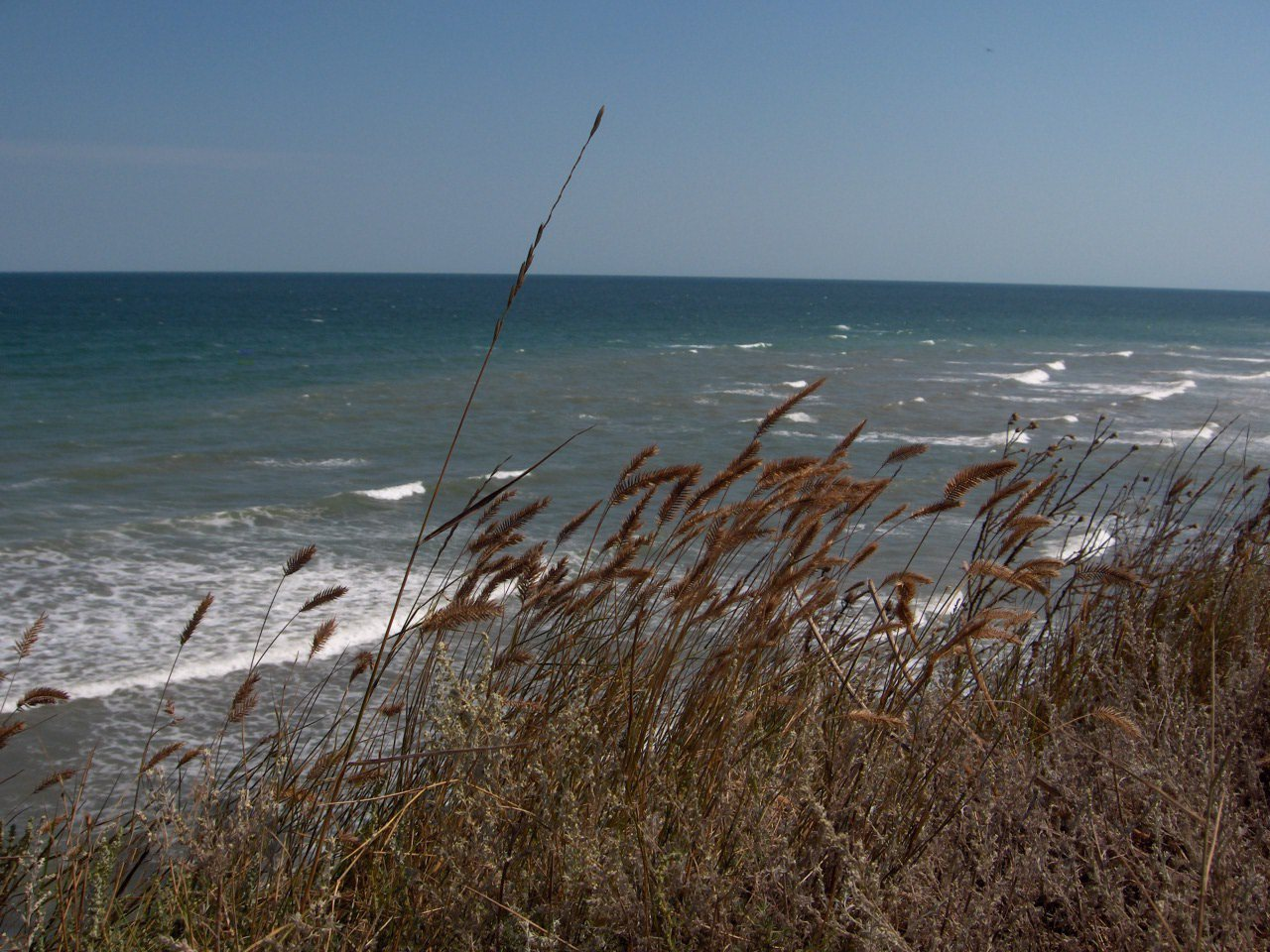
Taréjos búzafű szakadóparton Costinesti mellett (Románia)
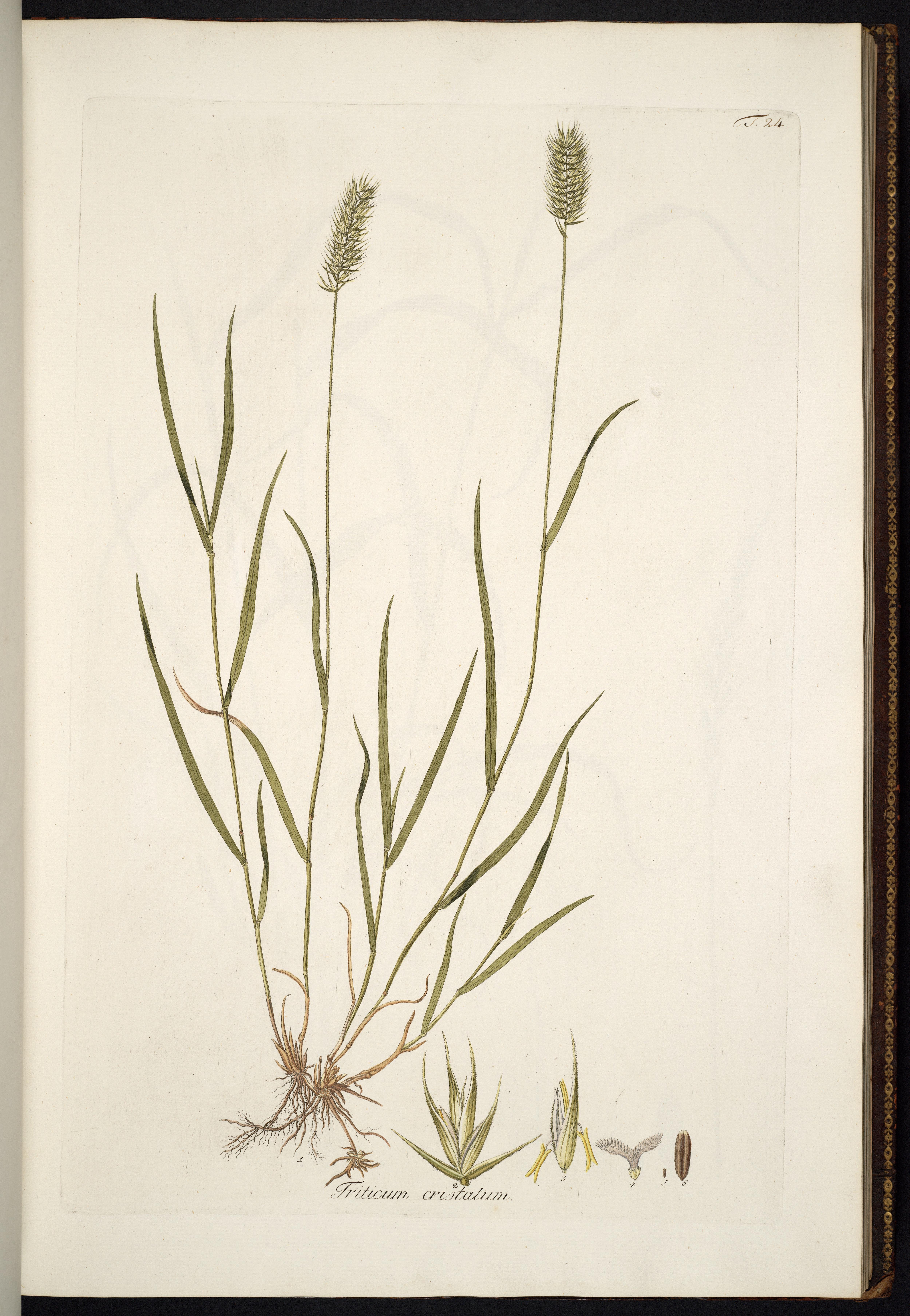
Herbáriumi illusztrációja
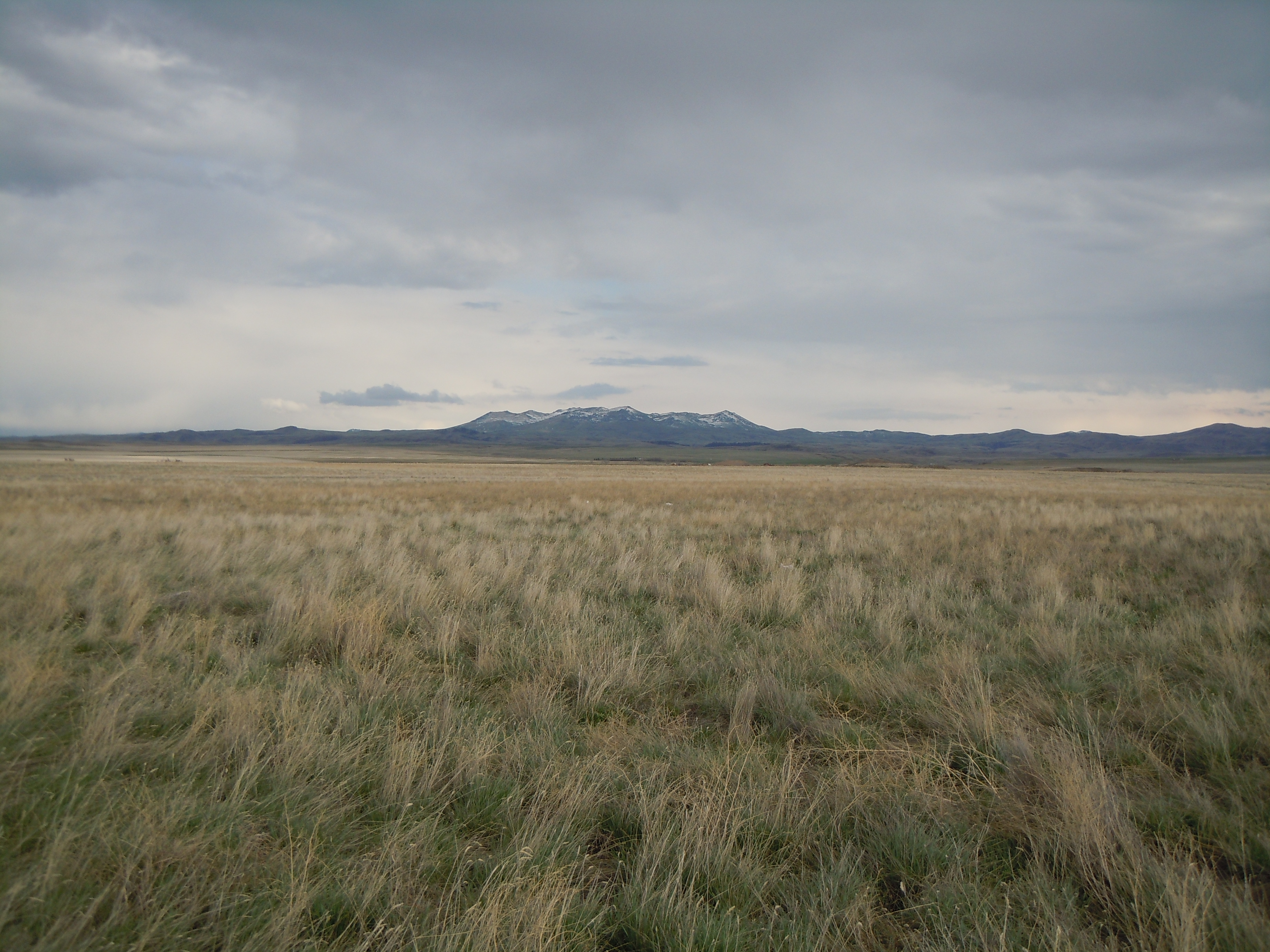
löszpuszta
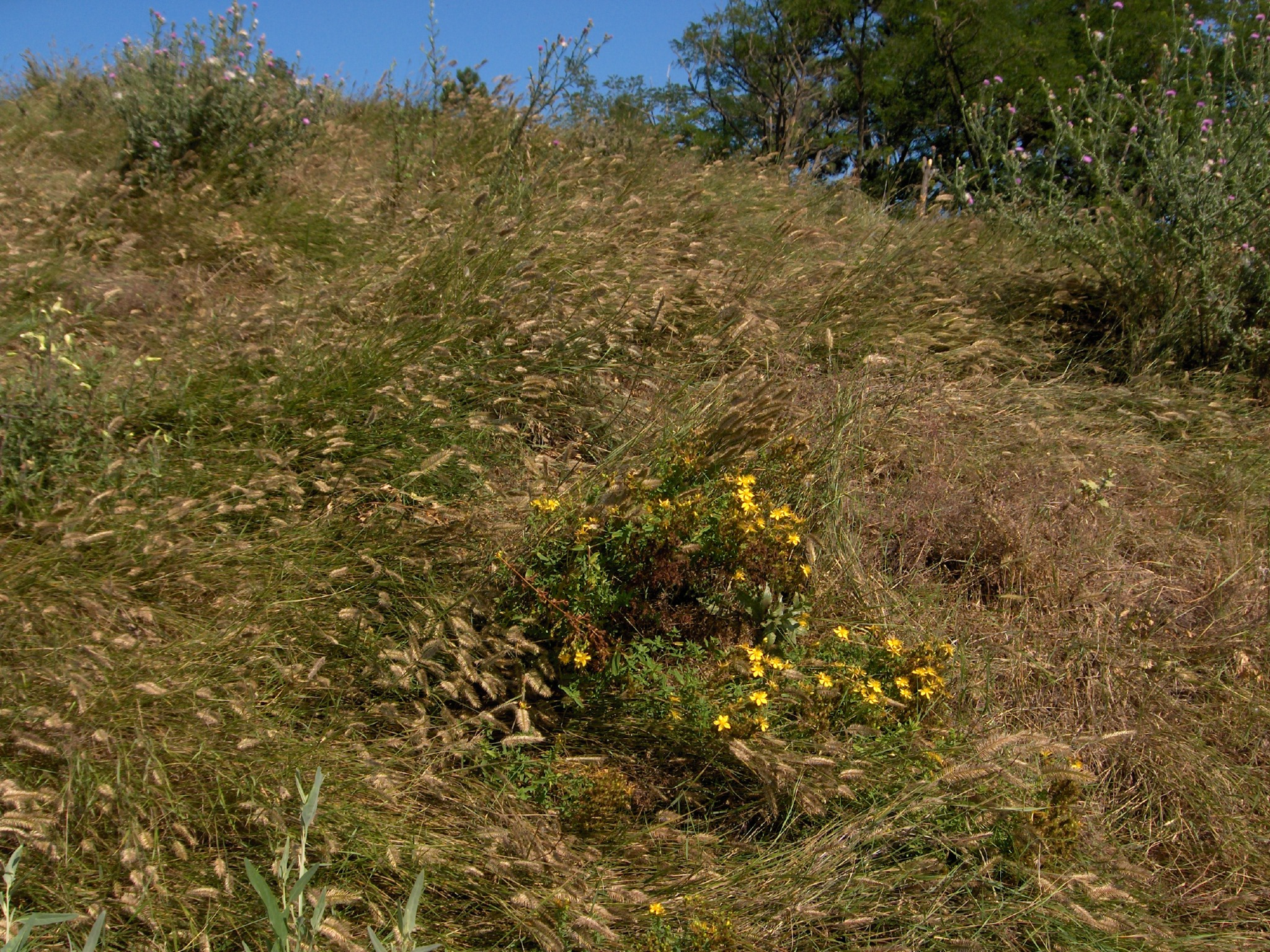
Taréjos búzafű a szentesi Kántor-halom felszínén
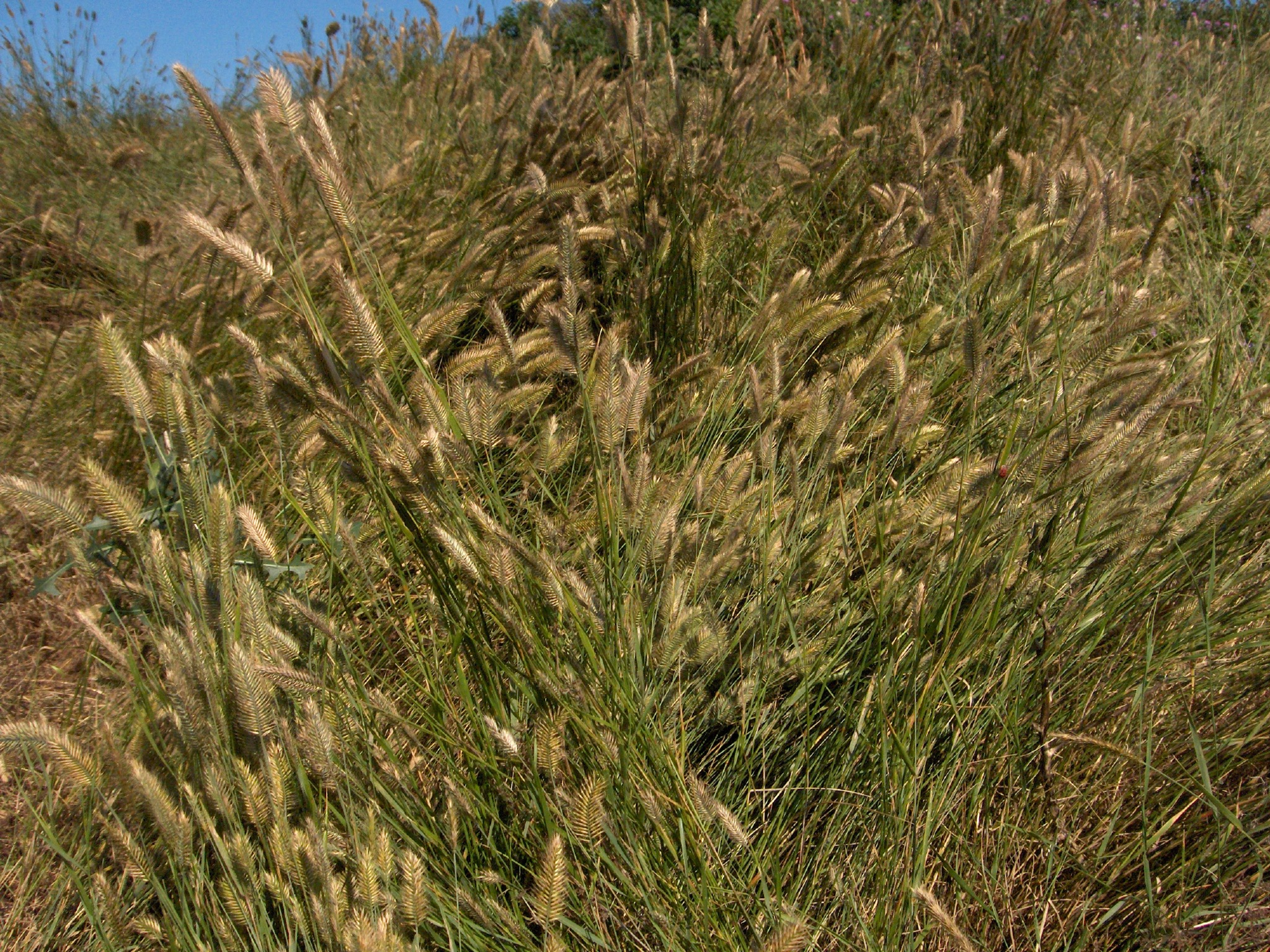
Taréjos búzafű összefüggő állománya a szentesi Kántor-halom felszínén
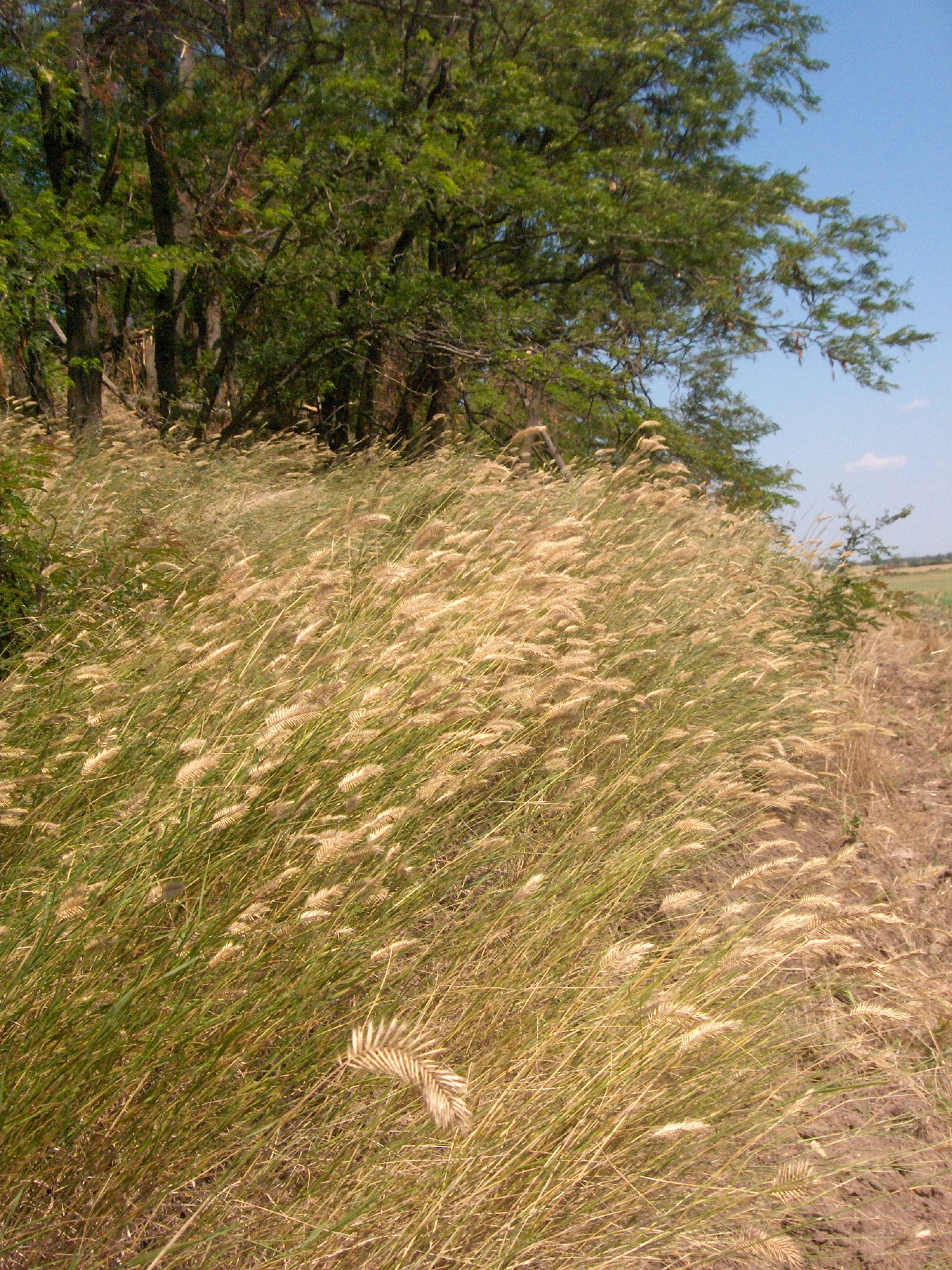
Taréjos búzafű a Nagy-Bőve halom felszínén-Hódmezővásárhely
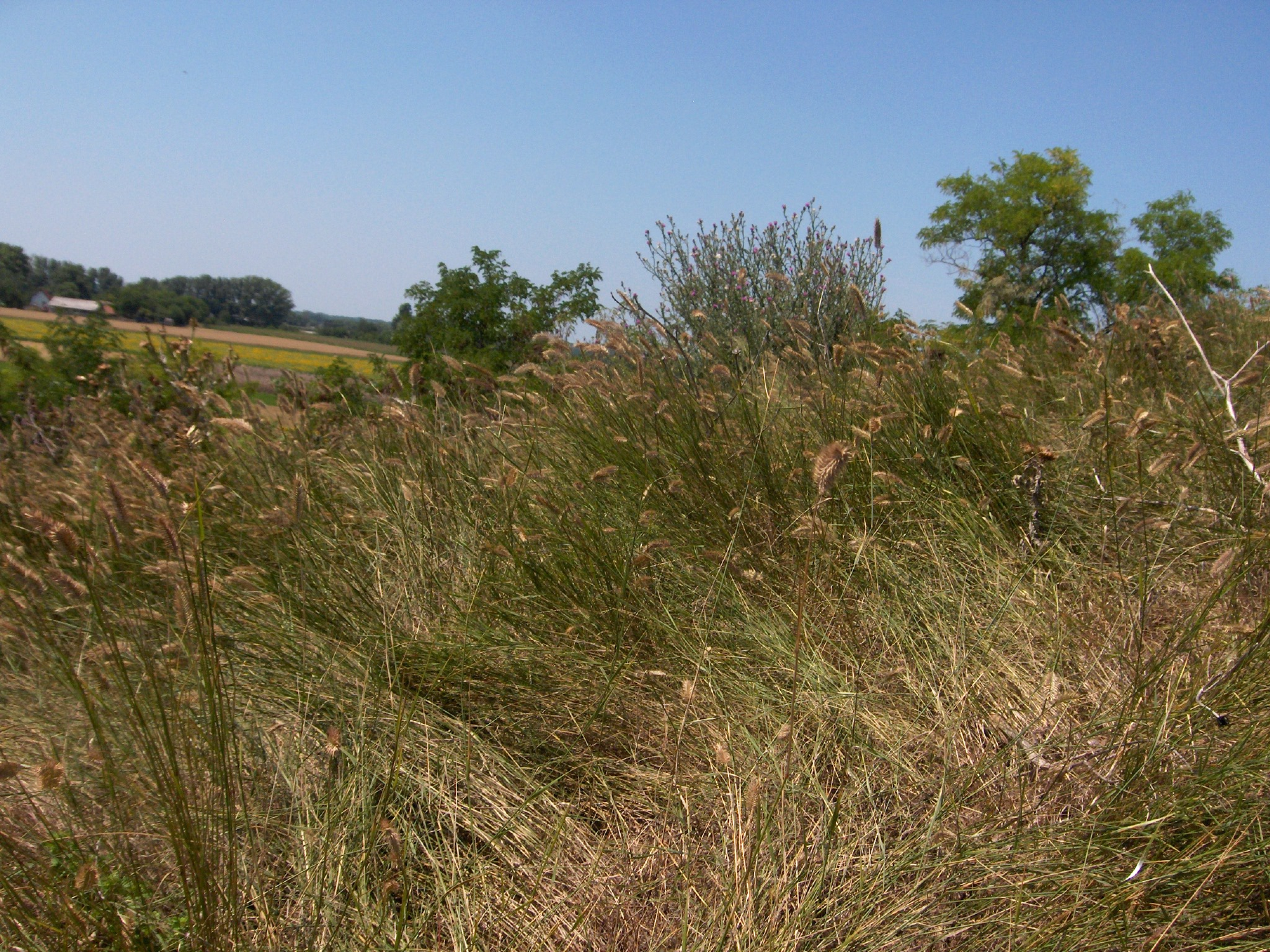
Összefüggő taréjos búzafű a mindszenti Józsepi-halom felszínén